# Анри Русо
Анри Русо (фр. Henri Rousseau; Лавал, 21. мај 1844 — Париз, 2. септембар 1910) је био француски постимпресионистички сликар наивног или примитивног смера. Познат је и као цариник по занимању, па су га звали Анри Русо Цариник. Почео је озбиљно да слика у својим раним четрдесетим годинама, а када је имао 49 година пензионисао се да би имао времена за уметност. За време живота су му се ругали, а касније је препознат као самоуки геније чији рад је високе уметничке вредности. Његов рад је извршио знатан утицај на неколико генерација уметника авангарде.

## Биографија

### Младост
Рођен је у Лавалу у долини Лоаре у породици водоинсталатера. Он је похађао је средњу школу у Лавалу. Након што је његов отац постао дужник, и његови родитељи су морали да напусте град после заплене њихове куће, њега су сместили у интернат одакле је наставио да похађа исту школу. Иако осредњи у неким од својих средњошколских предмета, Русо је освојио награде за цртање и музику.
Радио је код једног адвоката и изучавао је права. Међутим након једног мањег кривоклетства побегао је у војску, у којој је служио четири године почевши од 1863. Отац му је умро исте године када се Русо оженио. Русо се преселио 1868. у Париз, где се запослио као државни службеник. Од 1871. ради као сакупљач пореза. Почео је да слика када је био у четрдесетим, а када је имао 49 година пензионисао се да би имао времена за уметност. Касније је често свирао виолину по улицама и радио друге ситне послове, јер је имао релативно малу пензију. Русо је тврдио да он нема другог учитеља сем саме природе, мада је признао да је добио „понеки савет“ од двојице признатих академских сликара, Феликса Огиста Клемана и Жан-Леона Жерома.  Он је био самоук и сматра се наивним сликаром.

### Каријера
Од 1886. године редовно је излагао у Салону независних, и, иако његов рад није био истакнут, током година је привлачио све већи број присталица. Тигар у тропској олуји (Изненађен!) је био изложен 1891. године, а Русо је добио своју прву озбиљну рецензију када је млади уметник Феликс Валотон написао: „Његов тигар који изненађује свој плен не треба пропустити; то је алфа и омега сликарства. Ипак, прошло је више од једне деценије пре него што се Русо вратио да приказује своју визију џунгле.
Године 1893, Русо се преселио у атеље на Монпарнасу где је живео и радио до своје смрти 1910. године. Године 1897, произвео је једну од својих најпознатијих слика, La Bohémienne endormie (Циган који спава).
Године 1905, Русоова велика сцена из џунгле Гладни лав се баца на антилопу била је изложена у Салону независних поред дела млађих водећих авангардних уметника као што је Анри Матис, у ономе што се сада сматра првом изложбом фовизма. Русоово сликарство је можда чак и утицало на именовање фовизма.
Године 1907, изнајмила га је мајка уметника Роберта Делона, Берта, грофица де Делон, да наслика Кротитеља змија.

### Банкет Русо
Када је Пабло Пикасо наишао на Русоову слику која је продавана на улици као платно за пресликавање, млађи уметник је одмах препознао Русоову генијалност и отишао да га упозна. Године 1908, Пикасо је одржао полуозбиљан, напола бурлескни банкет у свом студију у Ле Бато-Лавуар у Русоову част. Русоов банкует, „један од најистакнутијих друштвених догађаја двадесетог века“, писао је амерички песник и књижевни критичар Џон Малколм Бринин, „није био ни оргијастична прилика, нити је чак раскошна. Његова каснија слава је расла из чињенице да је то било живописно дешавање унутар револуционарног уметничког покрета на тачки најранијег успеха тог покрета, и из чињенице да су му присуствовали појединци чији су одвојени утицаји зрачили као жаравице креативног светла кроз свет уметности током генерацијама."
Гости на банкету су били: Гијом Аполинер, Жан Мецинже, Хуан Грис, Макс Жакоб, Мари Лоренсен, Андре Салмон, Морис Рејнал, Данијел-Анри Канвејлер, Лео Стајн и Гертруда Стајн.
Морис Рејнал, у Les Soirées de Paris, 15. јануар 1914, стр. 69, писао о „банкету Русо”. Годинама касније, француски писац Андре Салмон се присећао поставке славног банкета:
Овде су прошле ноћи Плавог периода... овде су цветали дани Периода руже... овде су Авињонске Демосели застали у свом плесу да се поново групишу у складу са златним бројем и тајном четврте димензије ... овде су се братимили песници уздигнути озбиљном критиком у школу Ру Равињо ... овде у овим сеновитим ходницима живели су прави поштоваоци ватре ... овде се једне вечери 1908. одвијала раскош првог и последњег банкет који су његови обожаваоци приредили сликару Анри Русоу званом Двоње.

### Пензионисање и смрт
Након Русоовог пензионисања 1893. године, своју малу пензију допуњавао је хонорарним пословима и радом као што је свирање виолине на улици. Такође је накратко радио у Le petit Journal, где је направио велики број његових насловница. Своју последњу слику, Сан, Русо је изложио у марту 1910. у Салону независних.
Истог месеца Русо је добио флегмону на нози, коју је игнорисао. У августу, када је примљен у болницу Некер у Паризу, где му је син умро, откривена му је гангрена у нози. После операције преминуо је од крвног угрушка 2. септембра 1910. године.

## Слике
Његове најпознатије слике приказују сцене из џунгле. Занимљиво је да он никад није видео џунглу. Обожаваоци његових слика су раширили неистиниту причу да је био у француском експедиционом корпусу у Мексику. Русо је инспирацију добијао из илустрованих књига и из посета ботаничкој башти у Паризу. Сретао је војнике, који су служили у Мексику и слушао је њихове приче. Критичару Арсену Александру је описивао своју опседнутост кад би посећивао ботаничку башту.

## Техника
Сликао је у слојевима. Започео би са небом у позадини а завршио би са животињама или људима у предњем плану. Киша на слици Тигар на тропској олуји (изненађен), насликаној 1891. постигнута је на иновативан начин са танким светлосивим потезима боје дуж платна са лаком или глазуром.
Када је Русо сликао џунглу користио је 50 нијанси зелене боје. Иако је сликао према природи његово лишће је прилагођено уметничким потребама и често се не препознаје да га чини појединачно биље.
Када би сликао Русо би сликао најпре једном бојом и њеним нијансама. Затим би кренуо на другу боју. На свакој слици би радио значајно много времена. За сликање је због финансијских ограничења користио боје слабијег квалитета. На неким делима на нека подручја није спроводио коректну техничку процедуру, па му се боја ту распуцала.

## Критика и признање
Русов наизглед дечји стил дао је критичарима повода да се изругују његову раду. Није био свестан да су етаблирани уметници сматрали да он није школован за уметника. Узалуд је настојао да буде прихваћен. Многи посматрачи су коментарисали да слика као дете и да не знају шта ради, али да рад показује неку технику.
Од 1886. излагао је у Салону независних и иако његов рад није био приказиван на истакнутом месту ипак је временом привлачио више пажње. Слику Тигар на тропској олуји (изненађен) излагао је 1891. и први пут је добио озбиљну критику, када је млади уметник Феликс Валонтон написао „Његов тигар, који изненађује плен не сме се пропустити. То је алфа и омега сликарства“.
Требало је још више од десет година да би се Русо вратио сликању својих визија џунгле.
У Салону независних је 1905. изложио слику "Гладни лав баца се на антилопу". Слика је била изложена близу младих авангардних уметника попут Анрија Матиса и првом представљању фовизма.
Баронеса Делонај, мајка Роберта Делонаја наручила је 1907. од Русоа слику Кротитељ змија.
Када је Пабло Пикасо налетео на улици на један Русов рад, који се продавао као платно преко кога ће неко други насликати своју слику, Пикасо је одмах препознао Русов таленат и одлучио је да га види. Пикасо је 1908. одржао један банкет у Русову част.
Умро је 2. септембра 1910. у Паризу. Седам пријатеља је дошло на његову сахрану.
Русов рад је имао велики утицај на неколико генерација авангардних сликара, почевши од Пикаса и укључујући Фернанда Легера, Макса Бекмана и надреалисте.

## Изложбе
Ретроспективна изложба Русових слика приказана је 1911. на Салону независних у Паризу. Његове слике су приказане и на изложби Плавог јахача.